# Col·legi d'Advocats de Sabadell
El Col·legi d'Advocats de Sabadell és una corporació professional de dret públic, reconeguda per l'Administració Central de l'Estat i la Generalitat de Catalunya, amb personalitat jurídica pròpia. El seu àmbit d'actuació es circumscriu als partits judicials de Sabadell i Cerdanyola del Vallès. Fou fundat el 30 d'octubre de 1905. El 2006 va rebre la Creu de Sant Jordi. El juny de 2018 es va adherir a la plataforma FEM Vallès.

## Degans
- Josep Cirera i Sampere (1905-1912)
- Llorenç Marquet Riera (1913-1924)
- Gabriel Casals Pena (1924-1956)
- Lluís Molins Voltà (1956 - 1957)
- Lluís Casals Garcia (1957-1962)
- Juan Lozano Prieto (1963-1967)
- Antoni Tarradellas Ayet (1968- 1972)
- Ramon Girbau Camps (1973-1977)
- Josep Maria Castro Millán (1978-1982)
- Josep Ricard Rovira Esteban (1983-2000)
- Manuel Hernández Martín (2001-2008)
- Juan Antonio García Cazorla (2008-2016)
- Manuel Hernández Martín (2017-...)[4]